# Армяне в Уругвае
Армяне в Уругвае (исп. Armenios en Uruguay, арм. Հայերն Ուրուգվայում) — одна из старейших армянских общин в Южной Америке. Общая численность 15 000 — 19 000 человек. Большинство живет в столице, Монтевидео.

## История
Являясь небольшой по численности армянской диаспорой, армяне в Уругвае сосредоточены в основном в столице. Многие из армян являются третьим или даже четвертым поколением потомков первой волны иммигрантов, прибывших из Османской империи после геноцида армян. Армянский благотворительный союз (AGBU) основал свой филиал в Уругвае в 1939 году и открыл общественный центр в 1953 году. Первым массовые убийства армян официально осудил парламент Уругвая, и призвал мировое сообщество осудить и признать геноцид армян. А в мае 1965 года Уругвай стал первой страной в мире признавшей геноцид армян. Парламент страны неизменно впоследствии поддерживает различные резолюции в защиту и поддержку армян.

## Община
С 1974 по 1975 годы, Армянским благотворительным союзом (AGBU) Уругвая был создан образовательный центр, который был завершен в два этапа: сначала была построена начальная школа им. Погоса Нубаряна основателя и первого президента AGBU, а потом завершено строительство средней школы им. Алекса Манукяна, названная в честь тогдашнего президента AGBU.
Армянская община Уругвая очень активна в искусстве. Альваро Акопян является дирижером филармонического оркестра Монтевидео. Также существует в Кордове танцевальный ансамбль «Арарат» (Армянский благотворительный союз (AGBU), и армянский танцевальный ансамбль «Гаянэ» (Армянский Национальный Центр Уругвая).
Давно работает радиостанция "Радио Армения" вещающая из Монтевидео для армян Уругвая, и армянских общин Аргентины в Буэнос-Айресе и на юге Бразилии.
В Монтевидео есть площадь "Армения". В Уругвайском Парламенте также занимала посты министра туризма и спорта женщина армянского происхождения Лилиам Кечичян (Liliam Kechichian).

## Религия

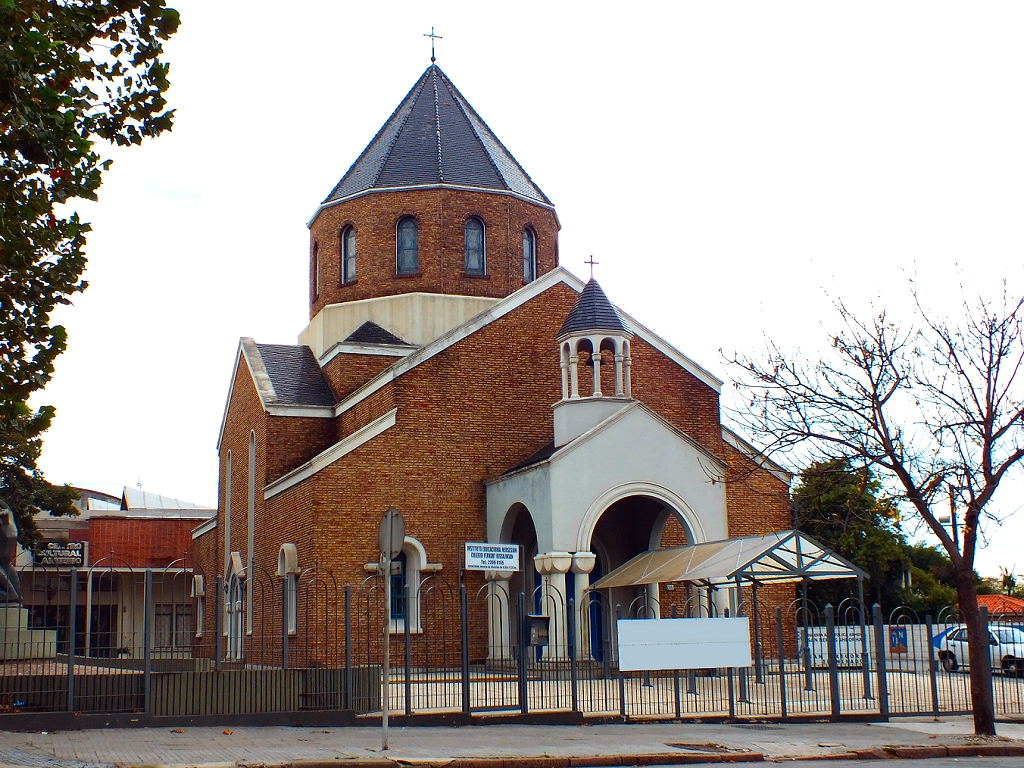
Собор Святого Нерсеса Шнорали

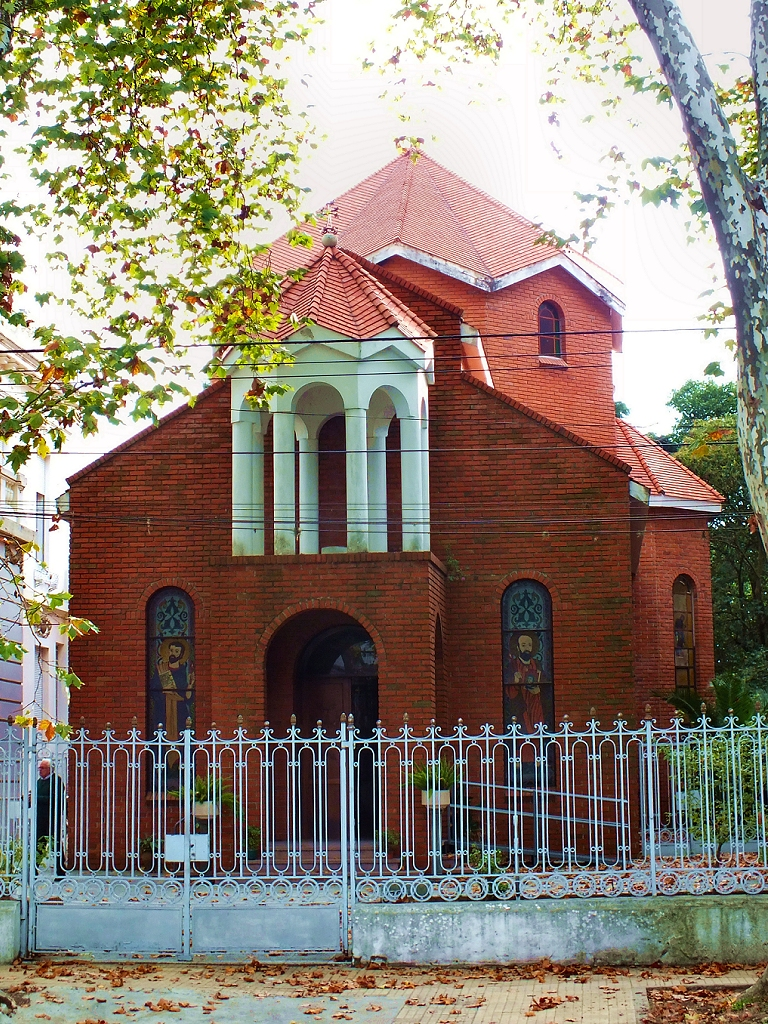
Собор Богоматери Бзоммар

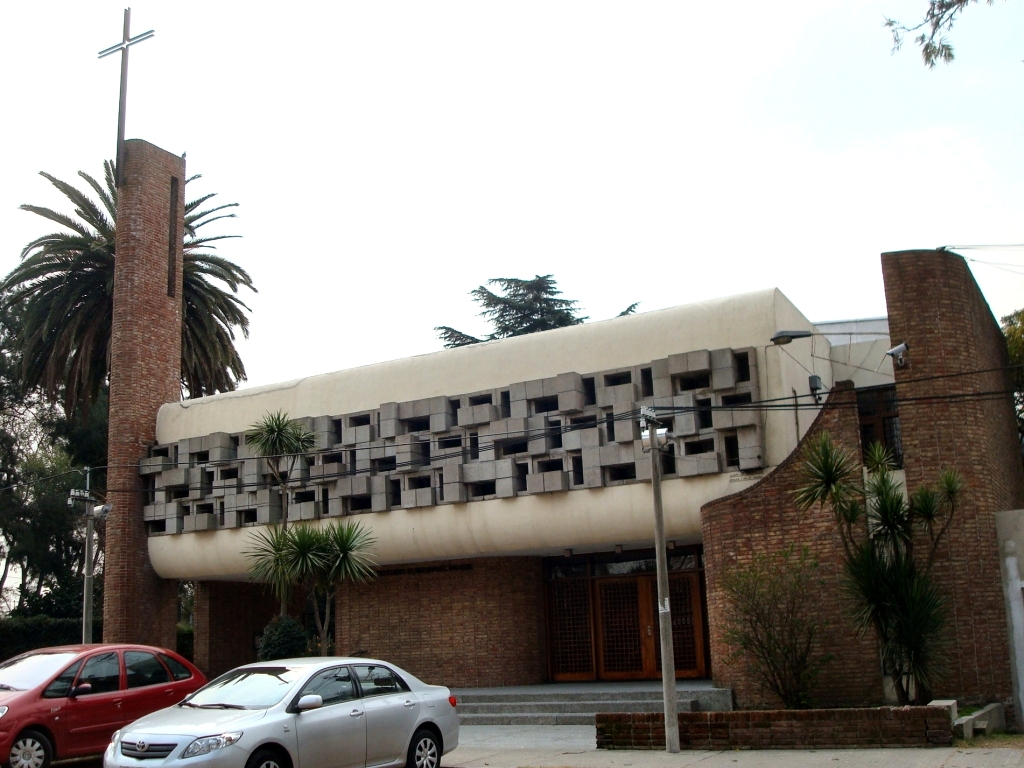
Армянская Евангелическая церковь

Большинство армян относятся к Армянской Апостольской Церкви, центром которой является Армянская церковь в Монтевидео, (исп. Iglesia Armenia del Uruguay). Рядом с церковью есть мемориал, посвященный жертвам геноцида армян.
Также есть значительное число армян-католиков и армян-евангелистов.
Главными армянскими религиозными центрами в Монтевидео являются:
- Собор Святого Нерсеса Шнорали, (Армянская апостольская церковь)
- Собор Богоматери Бзоммар, (Армянская католическая церковь)
- Армянская Евангелическая церковь, (Армянская евангелическая церковь)